# Cultroribula berolina
Cultroribula berolina är en kvalsterart som beskrevs av H. Weigmann 2006. Cultroribula berolina ingår i släktet Cultroribula och familjen Astegistidae. Inga underarter finns listade i Catalogue of Life.